# Dominic Ignatius Ekandem
Dominic Ignatius Ekandem, né le 23 juin 1917 à Pbio Ibiono et mort le 24 novembre 1995, est un cardinal nigérian, supérieur de la mission puis archevêque d'Abuja de 1981 à 1992.

## Biographie

### Prêtre
Dominic Ignatius Ekandem est ordonné prêtre le 7 décembre 1947 pour le diocèse de Calabar.

### Évêque
Nommé évêque auxiliaire de Calabar avec le titre d'évêque in partibus d'Hiérapolis-en-Isaurie (de) le 7 août 1953, il est consacré le 7 février 1954. Il n'a alors que 37 ans.
Le 1er mars 1963, il devient évêque d'Ikot Ekpene, puis supérieur de la mission d'Abuja le 6 novembre 1981 et archevêque d'Abuja le 19 juin 1989.
À l'âge de 75 ans, il se retire de cette charge le 28 septembre 1992 et meurt trois ans plus tard.

### Cardinal
Il est le premier cardinal nigérian, créé par le pape Paul VI lors du consistoire du 24 mai 1976 avec le titre de cardinal-prêtre de S. Marcello.